# João Cândido Linhares
João Cândido Linhares (Campos Novos, 27 de junho de 1934– Florianópolis, 15 de agosto de 2019) foi um advogado e político brasileiro.

## Vida
Filho de Levi Linhares da Silva e de Francisca Thibes Linhares, bacharelou-se em direito pela Faculdade de Direito de Santa Catarina, em 1958.

## Carreira
Foi deputado à Câmara dos Deputados na 44ª legislatura (1971 — 1975), 45ª legislatura (1975 — 1979), e na 46ª legislatura (1979 — 1983), eleito pela Aliança Renovadora Nacional (ARENA).